# Spathiphyllum ortgiesii
Spathiphyllum ortgiesii är en kallaväxtart som beskrevs av Eduard August von Regel. Spathiphyllum ortgiesii ingår i släktet Spathiphyllum och familjen kallaväxter. Inga underarter finns listade.